# Průleh

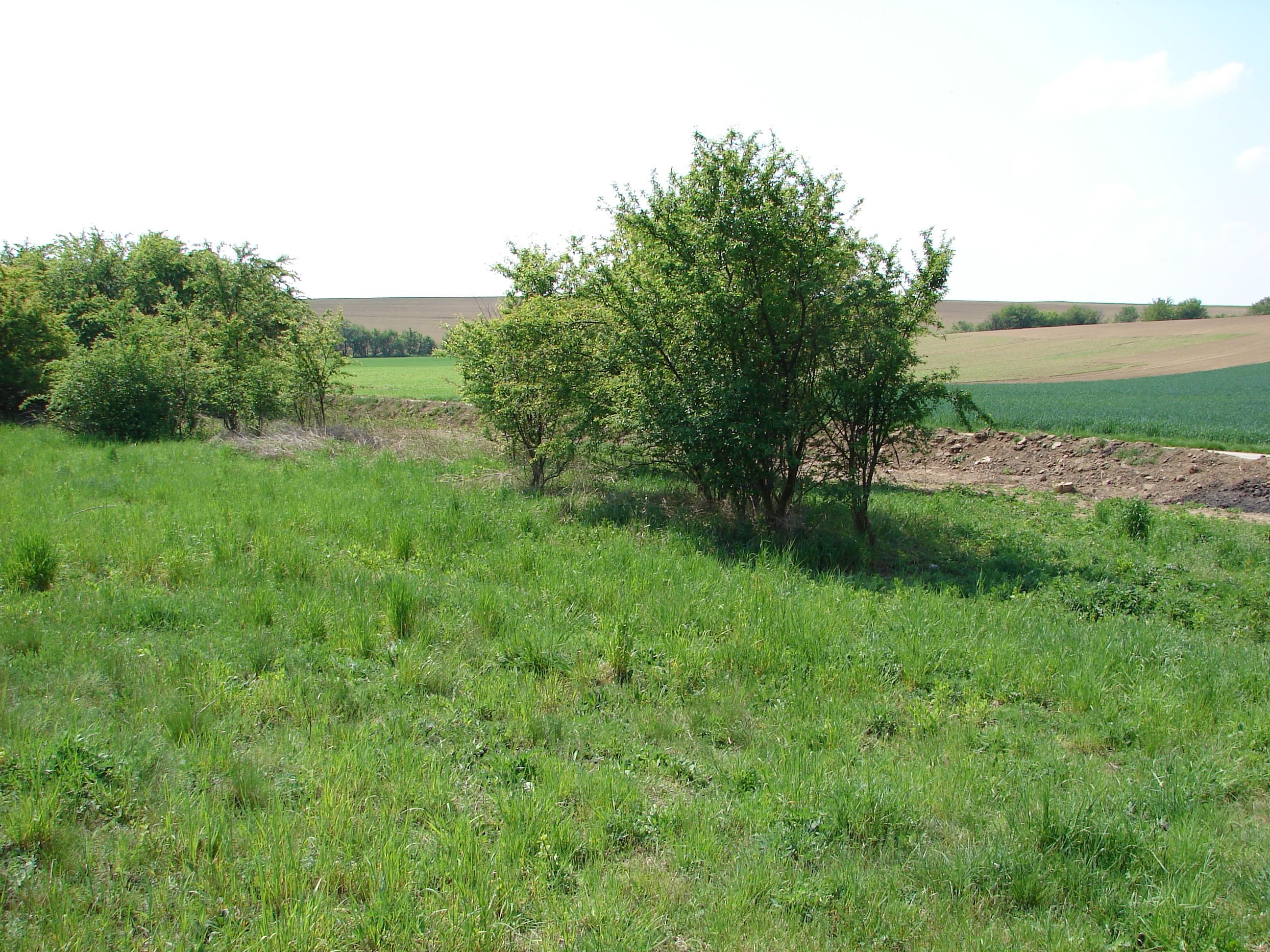
Česká krajina, vzadu je vidět nově zbudovaný průleh

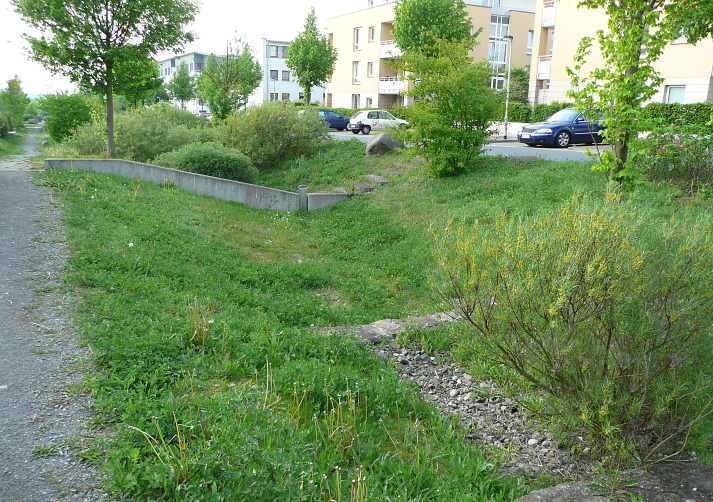
Městský průleh v německém Hannoveru

Průleh či svejl je protierozní opatření zadržující vodu a půdu v krajině. Jedná se o mělké, široké, často zatravněné příkopy s mírným sklonem proti okolnímu svahu, kopírující vrstevnice. Vytvářejí se na prudších delších svazích s ornou půdou nebo i ve městech.
Vytváří „schody“, které umožní napršené vodě se vsáknout do půdy (průleh vsakovací), či umožňující neškodný a zpomalený odtok zachycené vody z pozemku (průlehy odváděcí). Kromě zadržování vody v krajině zabraňuje průleh přívalovým povodním i přispívá k menšímu zatěžování odpadních stok ve městech. Pokud je zatravněn či pokryt jinou vegetací, může zvýšit místní biodiverzitu.

## Průleh vsakovací
V českých podmínkách je výhodou vsakovacího průlehu (svejlu) nepotřebnost stavebního povolení i nízká cena, pohybující se podle podmínek kolem 2 tisíc Kč do 4 tisíc Kč za jeden metr. V Česku je několik svejlů od roku 2020 realizováno například v dvanácté městské části Prahy. Zde mají svejly následující parametry: délka 5, hloubka 1 m, šířka 0,4 m. Z 2/3 jsou vyplněné štěrkem, následně geotextilií a vrstvou zeminy.